# Nicolás Freitas
Nicolás Andrés Freitas Silva (Montevideo, 8 de junho de 1987) é um futebolista uruguaio que atua como volante. Atualmente joga pelo Bella Vista.

## Títulos
Rosario Central
- Primera B Nacional: 2012–13

Internacional
- Campeonato Gaúcho: 2015